# Крістіан Фройдінг
Крістіан Фройдінг (нар. 20 серпня 1971 року) — генерал-майор німецької армії та командир штабу планування та керівництва Федерального міністерства оборони. До цього Фройдінг обіймав посаду командира 9-ї танкової бригади.

## Військова кар'єра
Після вторгнення Росії в Україну у 2022 році Крістіан Фройдінг очолив «Lagezentrum Ukraine» (Спеціальний штаб з питань України) у Федеральному міністерстві оборони, відповідальний за збір інформації та координацію підтримки України. У цьому контексті він привернув певну увагу громадськості, регулярно з'являючись між 2022 і 2025 роками в епізодах медіаформату Бундесверу «Nachgefragt», пояснюючи громадськості різні аспекти конфлікту.
У 2023 році тодішній міністр оборони Борис Пісторіус призначив Фройдінга командувати новоствореним «Planungs- und Führungsstab» (штабом планування та керівництва) у Федеральному міністерстві оборони.
На початку липня 2025 року Федеральне міністерство оборони оголосило, що генерал-лейтенант Альфонс Майс, інспектор армії, залишить посаду в жовтні 2025 року, а Крістіан Фройдінг призначений на його заміну.